# Okej
Okej (engelska okay, spanska okey) är ett uttryck med en betydelse som kan jämföras närmast med riktigt, bra, instämmer eller uppfattat.

## Etymologi
Det finns flera teorier om ordets ursprung, till exempel:
- OK är en vedertagen tysk tryckeriterm. ”Ohne Korrektur” efter kontroll (att tolkas som ”ingen korrigering”) som sedan förkortades O.K. Tyska emigranter besatte ofta tryckerierna i det nya landet. När ett tryckkorrektur vandrade fram och åter mellan tryckeri och kund, försågs det med anvisningar för ändring. Till sist fick det sätterifaktorns kommentar "utan korrektur" och skickades för tryckning. Strömmen av böcker, tidningar, foldrar och affischer framställda under många händer kom kanske tyska sättare och tryckare – på väg att bli förkortningsbenägna amerikaner – att skapa akronymen OK, en förkortning som sedan lätt fick praktisk användning och spridning via medieföretag som förlag, reklambyråer och tidningar.
- I Grekland finns det en annan syn på ordet OK. De menar att det är en förkortning och står för "Ola Kala" Vilket fritt översatt betyder "Allt är bra"
- Enligt de norska ordböckerna Bokmålsordboka och Nynorskordboka härstammar ordet ok troligtvis från uttrycket orl korrect, en skämtsam omskrivning av all correct.
- OK kan även betyda "zero killed", vilket kunde signaleras med hjälp av tumme och pekfinger bakåt i leden efter avslutat anfall/attack under amerikanska inbördeskriget.

## Användning
Ursprungligen skrevs denna förkortning med punkter (O.K.) och levde kvar som förkortning, till skillnad från andra förkortningar från den tiden. Det var mest tack vare det användande som skedde i den amerikanska presidenten Martin Van Burens återvalskampanj 1840. Han föddes i Kinderhook, New York och fick smeknamnet Old Kinderhook och hans initialer blev tydligt passande i hans politiska slogan. Det fanns en del kritiker runt denna kampanj som mest handlade om hur man skulle tolka denna representant från demokraterna. Ett plakat med bara texten O.K. kan tolkas att Martin Van Buren ska göra att allt blir OK.
Det är vanligt att OK skrivs ut ljudenligt. På engelska blir detta "okay", på svenska blir det "okej", även om uttalet är i det närmaste identiskt.